# Slaget ved Saint Mary's Church
Slaget ved Saint Mary's Church var et kavalerislag i den Amerikanske borgerkrig, som blev udkæmpet den 24. juni 1864 som led i generalløjtnant Ulysses S. Grant's Overland kampagne mod den konfødererede General Robert E. Lees Army of Northern Virginia.

## Baggrund
Da generalmajor Philip Sheridan's kavalerikorps vendte tilbage fra deres raid mod Virginia Central Railroad i Slaget ved Trevilian Station, forsøgte konfødereret kavaleri at afskære dem, men var kun i stand til at genere dem. Hamptons styrke bestod af brigadegeneralerne Matthew C. Butler og Thomas L. Rossers brigader fra hans egen division, brigadegeneral Williams C. Wickhams brigade fra generalmajor Fitzhugh Lees division og John R. Chambliss's brigade fra generalmajor William Henry Fitzhugh Lees division. Han tilføjede en nyligt formeret kavaleribrigade under brigadegeneral Martin W. Gary.
Den 20. juni forsøgte Fitzhugh Lee at angribe Unionens forsyningsdepot ved White House Landing, men Sheridans ankomst udfriede garnisonen der. Den 21. juni krydsede Sheridan Pamunkey floden, brød igennem den konfødererede afspærring ved St. Peter's Church, og førte 900 vogne mod James River. De krydsede Chickahominy floden den 22. juni og 23. juni, og omgik stiv modstand syd for Jones' Bridge den 23. juni. Hampton havde været ude af stand til at opfange Sheridan inden, så han krydsede Chickahominy floden højere oppe og hastede mod syd.
Sheridan fortsatte mod Deep Button på sin vej til at slå sig sammen med Unionens infanteri ved Bermuda Hundred. Nær Westover Church, blev Unionens brigadegeneral Alfred Thomas Torbert bremset af konfødereret modstand. Den 24. juni indtog brigadegeneral David McM. Gregg's division en dækkende position nær Samaria Church på vejen til Charles City mens Sheridan færgede Torberts division og forsyningstoget over floden James ved Douthat's Landing.

## Slaget
Hamptons styrke angreb Greggs division fra forskellige retninger, forrest med afsiddet kavaleri og hesteartilleri mens de ridende tropper forblev i baggrunden. De kæmpede i flere timer, hvilket resulterede i tab på over 350 for Unionen og omkring 250 for konføderationen. En af de konfødererede skrev: "Fjendens stilling var stærk ... De kæmpede ivrigt i et stykke tid, men vore drenge nærmede sig dem og de flygtede og da de brød sammen blev det beredne kavaleri beordret til at angribe, hvad de gjorde, og drev dem 5 km i alle retninger og tog en hel del fanger, samtidig med at de efterlod deres døde og sårede i vores varetægt." Bortset fra de som blev efterladt undslap Greggs division forholdsvis intakt. Blandt de tilfangetagne var oberst Pennock Huey fra 8th Pennsylvania Cavalry.

## Efterspil
Efter at være blevet blokeret af Hamptons kavaleri trak Sheridan sig tilbage den 25. juni og rykkede til Wyanoke Neck, det sted hvor Army of the Potomac havde krydset floden James tidligere på måneden, og han nåede den sydlige bred med sine tropper og forsyningstog den 28. juni.
Resultatet af Hamptons kavaleri aktiviteter mod Sheridan var blandede. Han havde haft held til at beskytte jernbanerne og indirekte Richmond, men han havde fejlet i at lokke Unionens kavaleri i en fælde. Han opgav sin forfølgelse, da han fik ordre fra Robert E. Lee om at tage sig af Wilson-Kautz raids mod jernbanerne syd for Petersburg.